# Berlingske
Berlingske, anteriormente conhecido como Berlingske Tidende (Dinamarquês: [ˈpæɐ̯liŋskə ˈtˢiðənə], Berling's Times), é um jornal diário nacional dinamarquês com sede em Copenhague.

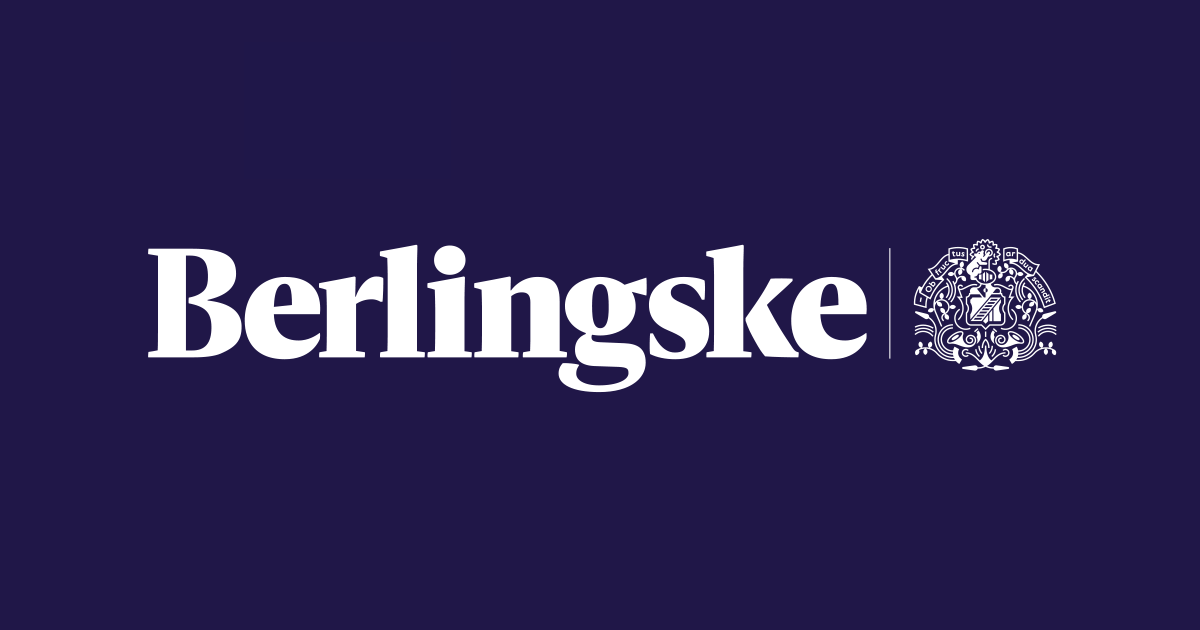
Berlingske logo.

Publicado pela primeira vez em 3 de janeiro de 1749, Berlingske é o mais antigo jornal em operação contínua da Dinamarca e um dos jornais mais antigos do mundo.

## História e perfil
Berlingske foi fundada pelo membro da Royal Book Printer da Dinamarca Ernst Henrich Berling e originalmente intitulada Kjøbenhavnske Danske Post-Tidender, depois a Berlingskes Politiske og Avertissements Tidende. O documento foi apoiado pelo Partido Conservador. Até 1903, tinha o direito oficial de publicar notícias sobre o governo. Em 1936, o título do jornal foi reduzido para Berlingske Tidende.

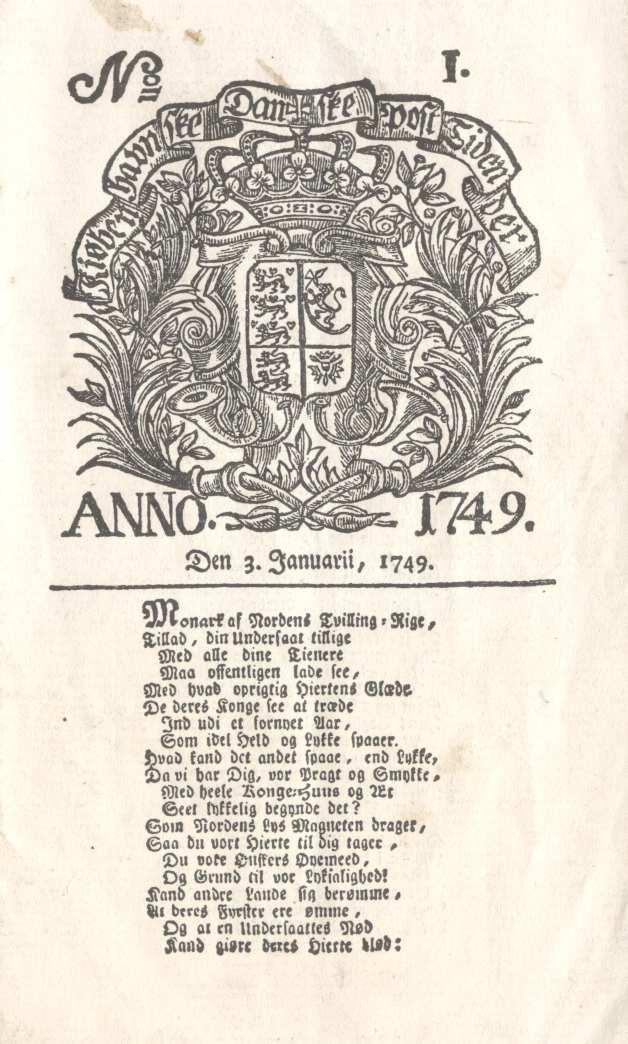
A primeira capa histórica de Berlingske (1749)

Mendel Levin Nathanson serviu duas vezes como editor-chefe do jornal: entre 1838 e 1858 e entre 1866 e 1868. O editor é Det Berlingske Officin.
O artigo tem uma postura conservadora e não possui afiliação política.
O jornal também é um dos "três grandes" jornais impressos de qualidade na Dinamarca, junto com Jyllands-Posten e Politiken. Tradicionalmente um standard, Berlingske é publicada no formato tabloide/compacto desde 28 de agosto de 2006.
Berlingske ganhou muitos prêmios. É o único jornal do mundo a ganhar o World Press Photo Award quatro vezes. Também ganhou o prêmio jornalístico de maior prestígio na Dinamarca, o prêmio Cavling, em 2009. Além disso, foi premiado com o Jornal Europeu do Ano na categoria de jornal nacional pelo Congresso Europeu de Jornais em 2012.
Após um longo período de propriedade da família Berling, todo o grupo Berlingske foi adquirido em 1982 por um grupo de investidores do estabelecimento corporativo dinamarquês, incluindo o Danske Bank e AP Møller Mærsk. Essa aquisição salvou o grupo de uma falência iminente causada por um longo período de greve, além de diminuir as receitas de circulação e publicidade.[carece de fontes?] Em 2000, a Det Berlingske Officin foi adquirida pelo conglomerado industrial norueguês Orkla Group; a organização dinamarquesa foi integrada a um grupo multinacional Orkla Media. Em 2006, a Orkla Media foi vendida para o British Mecom Group.
Em janeiro de 2011, o título do jornal foi abreviado para Berlingske após um redesenho em larga escala da presença digital e na web do jornal.
Em fevereiro de 2015, a Berlingske foi adquirida pela empresa de mídia belga De Persgroep, de propriedade familiar, juntamente com o restante do Mecom Group.

## Circulação
Em 1910, Berlingske Tidende teve uma circulação de oito mil e quinhentas cópias. Nos últimos seis meses de 1957, o jornal teve uma circulação de 157.932 cópias nos dias úteis.
Foi o segundo jornal mais vendido na Dinamarca, com uma circulação de 149 mil cópias em 2002. A circulação do artigo foi de 142 mil cópias em 2003, tornando-o novamente o segundo jornal dinamarquês mais vendido. Em 2004, o jornal teve uma circulação de 129 mil cópias. A circulação de Berlingske foi de 103 685 cópias em 2008 e 103 221 cópias em 2009. Foram 101 121 cópias em 2010 e caiu para 96 897 cópias em 2011.

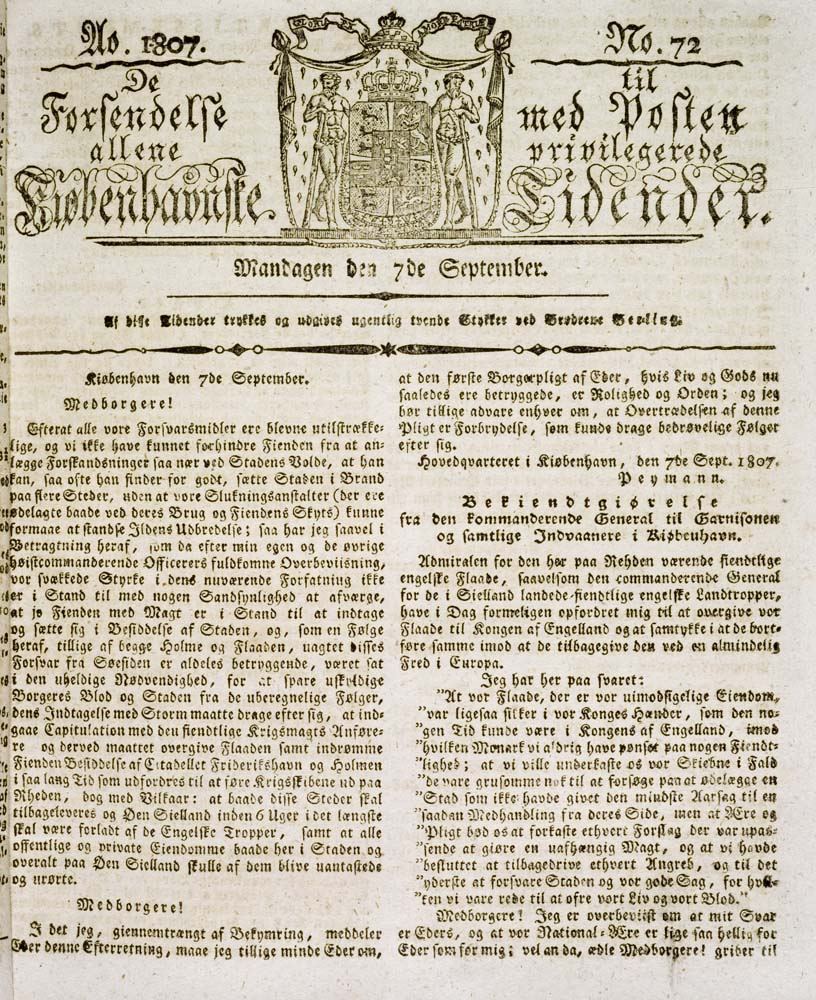
A capa de Berlingske, em 7 de setembro de 1807 (Biblioteca Real Dinamarquesa)

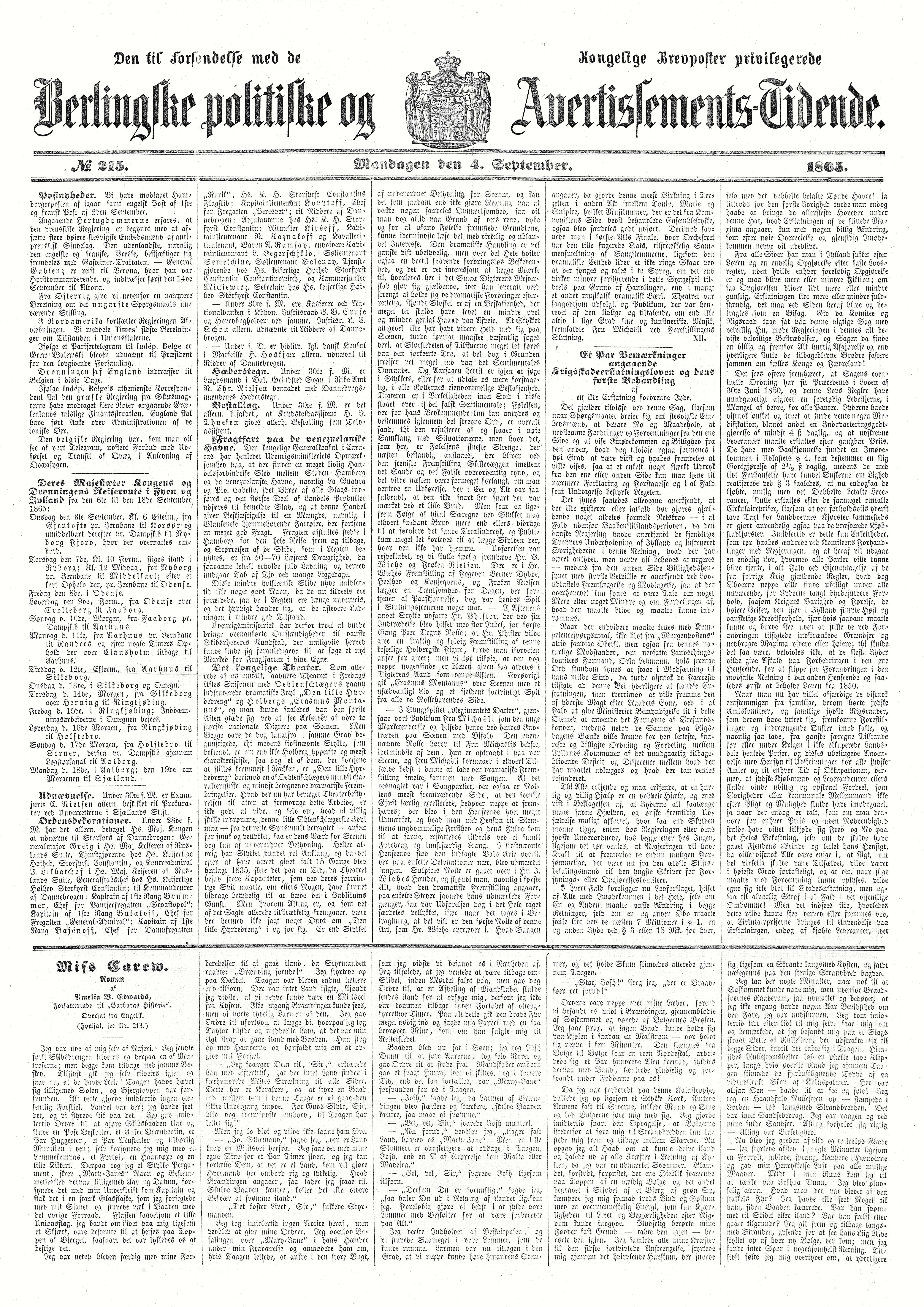
A capa de Berlingske, em 4 de setembro de 1865 (Biblioteca Real Dinamarquesa)